# 회귀선 (음반)
| 전문가 평가                 | 전문가 평가 |
| 평가 점수                   | 평가 점수   |
| 출처                        | 점수        |
| --------------------------- | ----------- |
| CD 저널                     | 긍정적      |
| 문예별책 （마츠이 타쿠미）  | 긍정적      |
| 문예별책 （카와이 료이치）  | 긍정적      |
| 음악지가 쓰지 않는 J팝 비평 | 긍정적      |
| Forget Me Not               | 긍정적      |

《회귀선》(일본어: 回帰線 카이키센[*])은 1985년 3월 21일, 소니 뮤직을 통해 발매된 일본의 싱어송라이터 오자키 유타카의 두 번째 스튜디오 음반이다.
전작 《17세의 지도》 (1983년) 이후 약 1년 3개월 만에 발표된 작품으로, 모든 곡의 작사, 작곡은 오자키 본인이 맡았으며, 프로듀서는 스도 아키라가 담당하였다. 전작과 같은 스튜디오에서 녹음이 진행되었으며, 라이브 공연을 의식한 곡들이 중심을 이루고 있다. 사운드 면에서는 전작보다 록의 색채가 한층 강해졌고, 가사에서는 보다 공격적인 표현들이 사용되었다.
선행 싱글로 발매된 〈졸업〉은 오리콘 싱글 차트에서 최고 순위 20위를 기록하며 화제를 모았다. 음반은 오리콘 앨범 차트에서 첫 등장과 동시에 1위를 차지했고, 27만 3천 장의 판매고를 올리며 히트작이 되었다. 또한 제27회 일본 레코드 대상에서 우수 앨범상을 수상했으며, 이 작품을 계기로 오자키는 "10대의 대변자", "청춘의 교주" 등으로 불리며 그 이미지에 큰 영향을 미쳤다. 1991년 재발매된 판은 80만 장 이상의 판매를 기록하였고, 일본레코드협회로부터 더블 플래티넘 인증을 받았다.

## 배경
오자키 유타카는 첫 번째 음반 《17세의 지도》 (1983년)를 발표하고 라이브 공연 계획이 세워지는 등 본격적으로 음악 활동을 시작하게 되었다. 그러나 같은 해 12월, 정학이 풀린 뒤 복학한 고등학교에서는 교사로부터 유급을 통보받는다. 또한 매일 반성일지를 작성하라는 지시를 받았으나, 그 필요성을 느끼지 못했던 오자키는 쓸 수 없다고 교사에게 말했고, 말다툼 끝에 "그럼 저는 꼭 꼭두각시 같잖아요"라고 항의하자, 교사는 "그래, 너는 꼭두각시야"라고 답했다. 이 일을 계기로 오자키는 퇴학을 진지하게 고민하게 된다. 원래는 유급 후 아오야마 가쿠인 대학에 진학할 계획이 있었지만, 꼭두각시 같은 존재라면 학교에 다니는 것도 졸업하는 것도 의미가 없다고 느끼게 되었고, 음악 활동의 가능성이 열리기 시작한 것도 있어 자발적인 퇴학을 결심한다. 1984년 1월 20일, 등교 중 몸 상태가 좋지 않아 중간에 하차한 후 귀가하여 잠에 들었고, 1월 25일에는 본인이 직접 학교에 퇴학계를 제출하였다. 퇴학의 이유에 대해 아버지 오자키 겐이치는 유급 결정이 오자키의 자존심이 용납하지 못했던 것이라고 추측했다. 한편 오자키 본인은 퇴학 이후 장래에 대한 불안을 안고 있었으며, 퇴학계를 제출한 당일 친구의 집에서 열린 파티에서 기타를 치며 노래를 부르던 중 감정이 북받쳐 노래를 이어가지 못하고 눈물을 흘리기도 했다고 전해진다.
그 후 오자키는 졸업식 당일인 3월 15일에 자신의 데뷔 라이브를 열기로 결정한다. 그에 앞서 리허설을 겸해 2월에는 치바 마더스와 후지사와 BOW에서 비공개 라이브를 진행하였다. 치바 공연에서는 단 5명의 관객 앞에서 연주하게 되었다. 그러나 3월 15일, 신주쿠 루이드에서 열린 데뷔 라이브에는 정원 300명을 훨씬 초과한 600명의 관객이 몰렸다. 이 가운데 400명은 일반 관객, 200명은 언론 관계자였다. 전날에는 오자키 본인이 직접 거리의 전봇대 등에 공연 홍보 포스터를 붙였으며, 그 포스터에는 "모두 정말 수고했어! 졸업 축하해!"라는 메시지를 자필로 덧붙였다. 공연 당일 오자키는 체온이 40도에 가까운 고열에도 불구하고, 전 13곡, 2시간이 넘는 무대를 소화해냈다.
같은 해 6월, 오자키는 전국 6개 도시를 도는 라이브하우스 투어를 실시하였다. 투어 초반에는 비교적 일반적인 연주에 그쳤지만, 점차 공연 중 PA 스피커에 올라가거나 조명에 매달리는 등 격렬한 스테이지 액션을 선보이기 시작했고, 이에 따라 관객의 반응도 점점 더 열광적으로 변해갔다. 8월 4일에는 히비야 야외 대음악당에서 열린 라이브 이벤트 《아토믹 카페 뮤직 페스티벌 '84》에 참가하였다. 이 공연에서 오자키는 연주 도중 높이 7미터가 넘는 조명 철골 구조물에 올라가 무대 아래로 그대로 뛰어내리는 퍼포먼스를 선보였고, 이로 인해 양발에 중상을 입게 된다. 공연 종료 후 오자키는 본인의 요청으로 도쿄 세타가야구에 위치한 자위대 중앙병원으로 이송되었고, "오른발바닥 염좌 및 왼쪽 발뒤꿈치 뼈의 압박골절로 전치 3개월"이라는 진단을 받았다. 특히 왼쪽 발꿈치뼈 일부가 함몰되어, 약 2주간 입원 치료를 받았다. 이 부상으로 인해 다음 날 예정되어 있던 킷카와 코지 및 오야마 타쿠지와의 합동 공연은 취소되었고, 9월로 예정되어 있던 첫 홀 콘서트인 일본청년관 공연도 연기되는 등 활동에 차질이 생기기 시작했다. 그러나 이 점프 사고가 화제를 모으면서 음악 언론을 중심으로 오자키에 대한 기대가 더욱 커져 갔고, 팬들 사이에서는 "목발을 짚고서라도 무대에 올라와 달라"는 응원 메시지가 전해지기도 했다. 약 2주 뒤 퇴원한 오자키는 3개월간의 요양 기간 중 본 음반의 녹음을 시작하게 된다. 또한 9월부터 예정되어 있던 첫 전국 홀 투어는 12월로 연기되었다. 투어 중인 이듬해 1월 21일에는 싱글 〈졸업〉이 발매되어, 오리콘 차트에서 20위를 기록하였다.

## 곡 목록
모든 곡들은 오자키 유타카에 의해 작사/작곡하였다.
| #  | 제목                       | 재생 시간 |
| -- | -------------------------- | --------- |
| 1. | 〈Scrambling Rock'n'Roll〉 | 5:06      |
| 2. | 〈Bow!〉                   | 4:29      |
| 3. | 〈Scrap Alley〉            | 4:08      |
| 4. | 〈댄스홀 (ダンスホール)〉  | 4:38      |
| 5. | 〈졸업 (卒業)〉            | 6:39      |

| #   | 제목                                                    | 재생 시간 |
| --- | ------------------------------------------------------- | --------- |
| 6.  | 〈존재 (存在)〉                                         | 4:31      |
| 7.  | 〈언덕 아래에 보인 저 거리에 (坂の下に見えたあの街に)〉 | 3:59      |
| 8.  | 〈군중 속의 고양이 (群衆の中の猫)〉                     | 4:51      |
| 9.  | 〈Teenage Blue〉                                        | 4:02      |
| 10. | 〈셸리 (シェリー)〉                                     | 5:45      |